# 白塔寺乡
白塔寺乡，是中华人民共和国四川省资阳市安岳县下辖的一个乡镇级行政单位。

## 行政区划
白塔寺乡下辖以下地区：
白塔村、三百村、师家村、铜鼓村、凉伞村、水拱村、青坡村、增花村、三桥村、高松村、互助村、五福村、宝峰村、楠木村和盖山村。